# Junior Walker

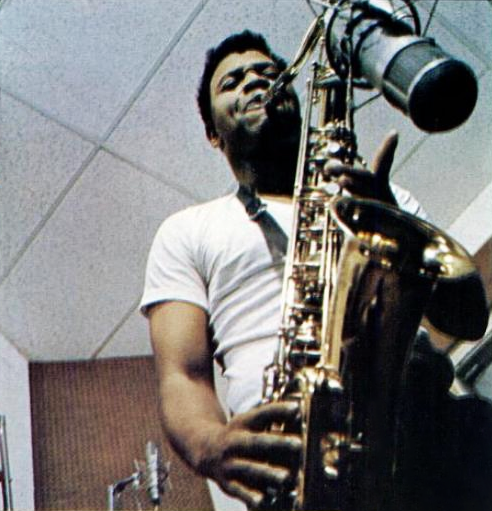
Junior Walker, 1966.

Junior Walker, saxofonist, sångare, född 14 juni 1931 som Autry De Walt Mixon i Blytheville, Arkansas, USA, död den 23 november 1995 i Battle Creek, Michigan, USA. Junior Walker var i stort sett den ende av Motowns kompmusiker som gjorde karriär på egen hand. Han hade en del främst instrumentala hits med sin grupp Jr. Walker & the All Stars, men två stora där han även sjöng, "Shotgun" (1965) och "What Does It Take (To Win Your Love)" (1969).
"Shotgun" användes som signaturmelodi till SVT:s familjerelationsprogram Familjebyrån.